# Йосафат (Коциловський)
Йосафа́т Коцило́вський (у хрещенні Йосиф Коциловський; 3 березня 1876, Пакошівка — 17 листопада 1947, Київ) — український релігійний діяч, доктор філософії та теології, професор, єпископ Перемишльської єпархії УГКЦ, виходець із Чину святого Василія Великого, блаженний Католицької церкви.

## Життєпис

### Дитинство та юність
Йосиф Коциловський народився на Лемківщині в с. Пакошівка поблизу міста Сянка в селянській родині з давніми священницькими традиціями. Його батько — Петро Коциловський, успішно поєднував землеробство з активною участю в політичному та громадському житті, у 1870-х рр. його обирали послом до Галицького крайового сейму. Мати — донька греко-католицького священника Катерина Косар-Коциловська — прищепила своїм чотирьом дітям глибоку релігійність, спрямувала обох синів на шлях духовного служіння.
Закінчивши початкову народну школу в Ліську, навчався в Сяноцькій, Самбірській і Ясельській гімназіях. Від 1896 року навчався на правничому відділі Львівського університету (у каталозі слухачів записано: «русин», «греко-католик»).
Під час навчання у Львові поринув у світсько-політичне життя галицького українства, яке в організаційно-партійних програмах задекларувало найрадикальнішу ідею — національну самостійність. Це й «Академічне братство», «Академічна громада», товариство «Ватра», організація «Сокіл», яку невдовзі очолив. Незабаром товариство «Сокіл» (у відсутності Йосифа, який перебував тоді в Празі) захопила москвофільська більшість і заповзятливий молодий Йосиф зайнявся альтернативною організацією під назвою «Український сокіл».

### Теологічне навчання
Відчуваючи розчарування в цивільній метушні, перервав студії та закінчив школу артилеристів у Відні і як підпоручник у 1900 році був скерований на службу до Львівського гарнізону. Невдовзі покинув військову службу та при сприянні перемишльського єпископа Костянтина Чеховича розпочав філософсько-теологічні студії в Римі, де здобув докторат філософії, теології; опанував німецьку, італійську, французьку й латинську мови.
Теологічні студії закінчив у 1907 році в Римі, згодом 6 жовтня того ж року, прийняв св. Тайну священства.
Незабаром призначений віце-ректором і професором богослов'я Духовної семінарії в Станиславові.
2 жовтня 1911 року вступає на новіціат ЧСВВ.

### Перша світова війна
Національний поступ українства на Посянні перервала Перша світова війна. Окупація російськими військами Перемишля та цілого краю супроводжувалася грабунками історичних цінностей, у тому числі корони-митри, що, за переказами, належала королеві Данилові. Постійних цькувань і наруги не витримав владика Чехович — його посаду отримав останній, 47-й перемишльський єпископ Йосафат Коциловський.
8 листопада 1916 року австро-угорський цісар іменував новим греко-католицьким перемишльським єпископом ченця-василіянина о. Йосафата Коциловського. 29 січня 1917 року призначений Римом єпископом Перемишльської єпархії УГКЦ. Його архієрейські свячення провів митрополит Андрей Шептицький 23 вересня 1917 року в Перемишлі.
Як сеймовий віриліст був обраний до складу Української Національної Ради ЗУНР; брав участь у підготовці її малої конституції — «Тимчасового основного закону».
Очолював Перемишльську єпархію до встановлення комуністичної влади. Зокрема 1943 року провів месу для добровольців Дивізії СС «Галичина».

### Друга світова війна
Під час Другої світової війни безвиїзно залишався в єпархії, через територію якої у вересні 1939 року, згідно з пактом Молотова—Ріббентропа, було прокладено німецько-радянську демаркаційну лінію. Мешкаючи до 22 червня 1941 року на території, що контролювалася Червоною армією, був запідозрений радянськими спецслужбами у нелояльності до радянської влади, і вони встановили за ним таємний нагляд. У період гітлерівської окупації його двічі викликали на допит у гестапо, де погрожували ув'язненням у концтаборі за виявлені випадки переховування євреїв греко-католицьким духовенством єпархії.
По закінченні війни відважно намагався протистояти комуністичному тиску проти Церкви. 10 вересня 1945 року єпископ передав двома посланцями в американське і британське посольства інформацію про характер польсько-українського трансферу, надужиття утисків та порушення прав громадян, які при цьому були, а також прохання про допомогу.
Тоді, передбачаючи близьку небезпеку свого арешту та подальшої депортації, Владика Йосафат залишив написану власноруч заяву своєї вірності Апостольській Столиці й бажання вмерти за святу Унію. Ця заява написана власною рукою Єпископа Йосафата звучала: «Складаю у стіп Христового Намісника Папи Пія XII заяву моєї вірности, пошани і синівської любови та прошу його делегувати мене на смерть за св. Унію» + Йосафат, Єпископ Перемиський. Ця надзвичайна заява була написана немов під впливом якогось ясновидіння, бо, як тільки Владика вернувся з конференції, зараз прийшла до нього польська поліція, кажучи йому, щоб добровільно покинув свою владичу столицю і виїхав на схід. Але невстрашимий Владика гідно відповів: «Рим мене призначив тут єпископом і тільки Рим може мене звідси усунути».
21 вересня 1945 року був уперше заарештований та ув'язнений польською владою, а пізніше переданий радянській владі. У січні 1946 року перемиських владик звільнили з-під арешту, і вони повернулися до Перемишля. Від єпископа Коциловського вимагали, щоб він очолив керівництво «Собору» у Львові для «возз'єднання» Львівської католицької митрополії з Московським патріархатом. Коли ж він відмовився, його знову заарештували 25 червня 1946 року разом з єпископом Лакотою і перевезли до Львова. В червні 1945 року НКВС арештувало в Берліні апостольського візитатора для українців у Німеччині прелата Петра Вергуна. Також було арештоване все вище духовенство. Проте жоден єпископ не дав згоди на апостасію.
У березні 1946 року сталіністи виголосили звинувачувальний акт: єпископів звинувачували у ворожій діяльності проти НКВС, співпраці з німецькими фашистами тощо. Митрополита Йосифа і його помічника Никиту Будку засуджено на 8 років, а єпископа Миколу Чарнецького — на 5 років, 80-річного Григорія Хомишина — на 10 років концтаборів, але він помер у київській тюрмі 24 грудня 1945 року.

### Ліквідація УГКЦ та ув'язнення

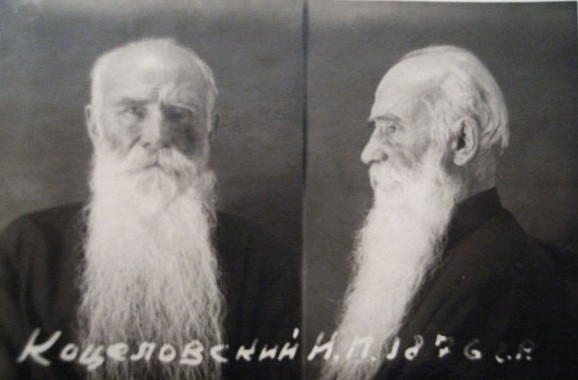
Єпископ Йосафат Коциловський

Остаточно процес офіційної ліквідації УГКЦ у Галичині було завершено на т. зв. Львівському соборі 8 березня—10 березня 1946 року.
|  | У п'ятницю вранці, 8 березня 1946 року, делегати собору, підкріпившись на сніданку «100 г водки» та «200 г вина», були доставлені до собору Св. Юра, щоб там під надійною охороною виконати відведену їм роль у розписаному наперед до дрібниць «возз'єднавчому» зібранні. |

У перший день собору, 8 березня 1946 року, простим голосуванням, без будь-якого обговорення, було затверджено ухвалу, основними положеннями якої було:
- Анулювати постанови Берестейської унії з 1596  року;
- Відірватися від римської (папської) Церкви.
- Повернутися до прадідівської православної віри.
- Возз'єднатися із «Всеруською Православною Церквою в Радянському Союзі».

Але майже 2/3 душпастирів не перейшло на православ'я. Більшість з них було репресовано. Однак навіть частина тих священників, які формально «возз'єднались», залишалась одночасно, за згоди Йосифа Сліпого та інших владик, греко-католицькими парохами.
Владика важко захворів на запалення у в'язниці, і тоді з огляду на вік і стан здоров'я його кинули у концентраційний табір у селі Чапаївка біля Києва. Перед святом св. священномученика Йосафата владика кілька днів проводив реколекції, відчуваючи наближення смерті. Помер 17 листопада 1947 року.

## Вшанування пам'яті

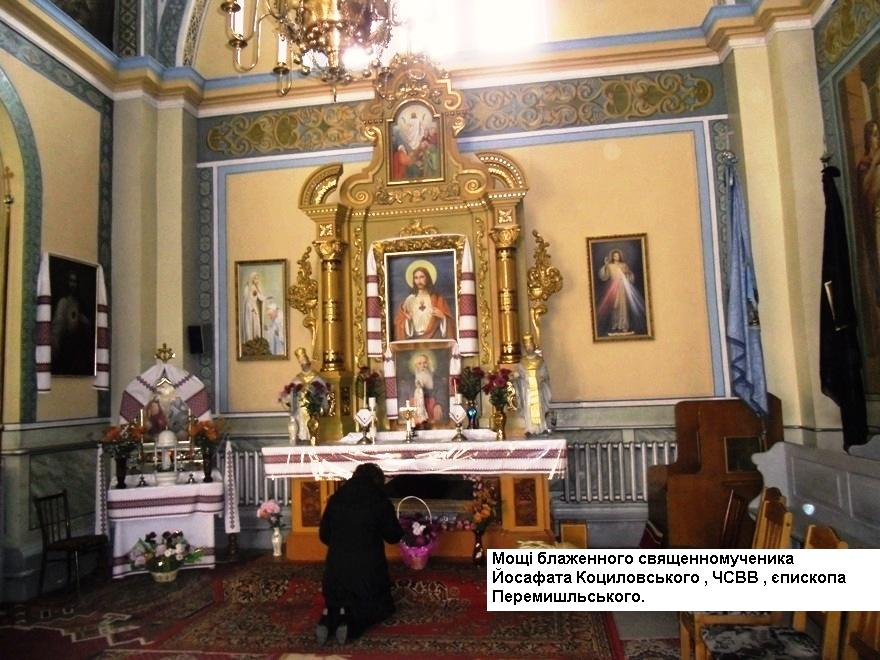
Стрий. Церква Благовіщення Пр. Богородиці

Населення села Пакошівки, як руське так і польське, як пише письменник Володимир Марчак, пишалося з того, що з їхнього села походить єпископ.
Після смерті Йосафата Коциловського в тюремній лікарні місцеві монахи таємно домовилися з персоналом закладу поховати тіло в окрему могилу, а не у спільну тюремну. Згодом священнослужителі з міст Рудок та Стрия таємно перенесли рештки на Янівський цвинтар у Львові, де перепоховали їх у польській могилі «другим поверхом».
На вимогу КДБ о. Й. Каваців 29 травня 1986 року втретє перепоховав прах єпископа в родинному гробівці батьків Кавацівих у селі Яблунівці біля Стрия.
24 квітня 2001 року в присутності Папи Івана Павла II у Ватикані відбулося проголошення декрету мучеництва єпископа Йосафата Коциловського. Обряд беатифікації відбувся 27 червня 2001 року в Львові під час Святої Літургії у візантійському обряді за участі Івана Павла II.
12 серпня 2001 року в церкві Благовіщення Пречистої Діви Марії в Стрию в бічному престолі Серця Христового, під час Божественної літургії, яку служив Патріярх УГКЦ Блаженнійший Любомир Гузар з участю владик, востаннє перезахоронено прах Перемисько-Самбірського і Сяніцького єпископа Йосафата Коциловського.
Фрагмент мощей знаходиться у храмі святого Василія Великого у Києві.
Він належав до когорти чільних подвижників Української греко-католицької церкви, які в надзвичайно складній і драматичній першій половині XX століття на чолі з митрополитом Андреєм Шептицьким не тільки визначали стратегічний курс Церкви, а й впливали на суспільно-політичне життя західноукраїнського краю.
Перемиський єпископ Йосафат Коциловський розділив трагічну долю автохтонних українців Лемківщини, Західної Бойківщини, Надсяння, Холмщини, яких у 1944—1951 роках в результаті етнічної чистки, сумнозвісної операції «Вісла», брутально вигнали з прабатьківських земель.
У жовтні 2015 року посмертно реабілітований.